# Раутатіенторі (станція метро)
60°10′14″ пн. ш. 024°56′26″ сх. д. / 60.17056° пн. ш. 24.94056° сх. д.
Раутатіенторі (фін. Rautatientori, швед. Järnvägstorget, укр. залізничний майдан)  — станція Гельсінського метрополітену., розташована в районі Кллуві. Відкрито 1 липня 1982. Вхід розташований у головному залі Асематуннелі, звідки є виходи до Центрального вокзалу Гельсінкі, Каївотало, Каївокату, та торговельним центром Форум на Проспекті Маннергейма. Щоденний пасажирообіг 53 000 осіб
- Конструкція: станція лондонського типу глибокого закладення (глибина закладення — 27 м) з однією острівною платформою.
- Пересадки: 
  - Міську електричку
  - Автобуси: 16, 21, 23, 24, 38, 39N, 40, 43, 55, 61, 61B, 61N, 63, 64, 65, 66, 66K, 67, 67N, 74N, 75N, 79N, 92N, 94N, 95N, 96N, 97N, 217, 218, 231N, 235, 235N, 321, 321N, 322, 332, 345, 415N, 421, 431, 431N, 435, 436, 436K, 436N, 611, 611B, 614, 615, 632, 633, 633, 633N, 635, 635B, 717, 717A, 717N, 718, 722, 724, 724N, 731, 731N, 738, 738K, 739, 785, 785K, 786, 787, 787А, 787K, 788, 788K, 788KV, 841N
  - Трамвай:1, 2, 3, 4, 5, 6, 6Т, 7, 9, 10